# سیارک ۹۰۱۲
سیارک ۹۰۱۲ (به انگلیسی: 9012 Benner، نامگذاری:1984UW) نه هزار و دوازدهمین سیارک کشف شده‌است که در ۲۶ اکتبر ۱۹۸۴ کشف شد.
قدر مطلق سیارک برابر ۱۳٫۵۰ است.